# Werner Spalteholz
Werner Spalteholz (Dresda, 27 febbraio 1861 – Lipsia, 12 gennaio 1940) è stato un anatomista tedesco.

## Biografia
Dal 1880-1885 studiò medicina presso l'Università di Lipsia, dove nel 1891 ottenne la sua abilitazione per l'anatomia. Nel 1892 diventò professore associato e curatore delle collezioni anatomiche dell'università. Durante la prima guerra mondiale, servì come capo medico, poi come direttore, dell'ospedale a Zwickau.
Degli esempi di campioni di organi trasparenti che ha prodotto sono stati messi in mostra al International Hygiene Exhibition di Dresda (1911).

## Opere principali
- Handbuch der Anatomie des Menschen, 1901. Testo-atlante di Anatomia dell'Uomo, in tre volumi:

- Vol. 1. ossa, articolazioni, legamenti.
- Vol. 2. muscoli, fasce, cuore, vasi sanguigni.
- Vol. 3. visceri, cervello, nervi, organi di senso.
L'Atlante molto apprezzato e conosciuto per i suoi validi disegni anatomici (famosi quelli che riguardano le articolazioni ed i muscoli) è
stato pubblicato in molte edizioni ed in molte lingue (anche in italiano,edito in due volumi da Vallardi-Piccin).
In inglese è conosciuto come: "Hand atlas of human anatomy" (1901–03). 
L'Atlante ha goduto di larga fama fino agli anni "60" quando,penalizzato per essere composto soprattutto da tavole anatomiche  in bianco e nero (specie per Splancnologia e Sistema Nervoso), gli sono stati preferiti atlanti più moderni e completi.
- Die Vertheilung der Blutgefässe im Muskel, 1888.
- Die Arterien der menschlichen Haut, 1895.
- Verzeichnis der periodischen Schriften medizinischen und naturwissenschaftlichen Inhalts in der Bibliothek, den medizinischen und naturwissenschaftlichen Instituten der Universität Leipzig (1907).
- Über das Durchsichtigmachen von menschlichen und tierischen Präparaten, nebst Anhang: Über Knochenfärbung, 1911.[3][4]